# بلنی، بلژیک
شهر بلِنـْی (فرانسوی: Blegny‎، پیش از ۲۰۰۱: Blégny; تلفظ در فرانسوی: [bleɲi]) در شهرستان لیژ در استان لیژ در منطقهٔ فدرال والونی در کشور بلژیک واقع شده است.